# البرلمان الطويل

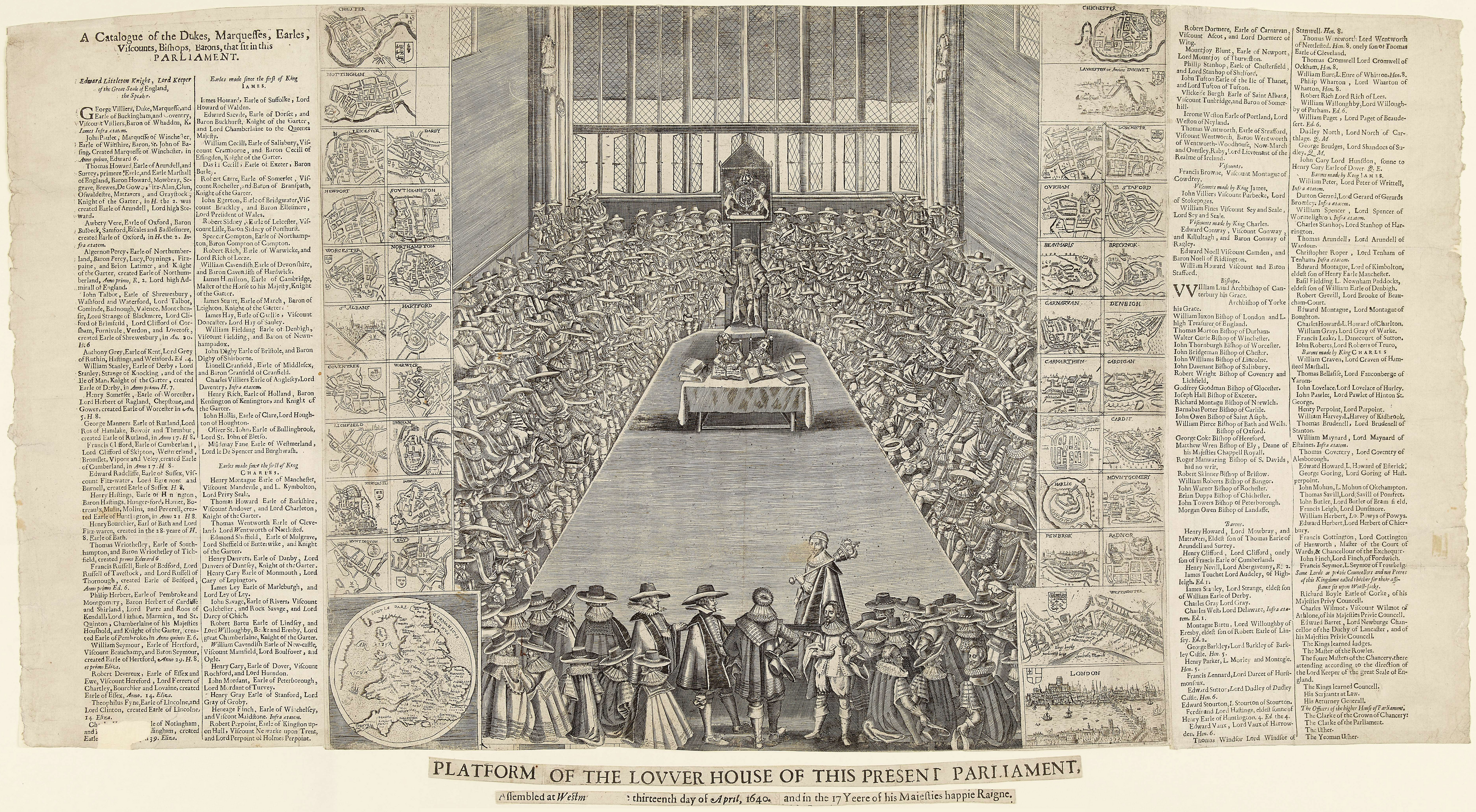

البرلمان الطويل اسم يُطلق على البرلمان الإنكليزي الذي دعاه الملك تشارلز الأول إلى الانعقاد، عام 1640 م، والذي اتّهم هذا الملك بالخيانة العظمى وأمرَ بإعدامه، وحصل هذا عام 1649 م.

## انظر أيصا
- البرلمان القصير